# 미금중학교
미금중학교(渼金中學校)는 대한민국 경기도 남양주시 다산동에 있는 공립 중학교이다.

## 학교 연혁
- 1992년 4월 1일 : 미금중학교 설립인가
- 1993년 3월 1일 : 초대 백선자 교장 취임
- 1993년 3월 3일 : 개교 및 입학식(8학급 398명)
- 1996년 2월 13일 : 제1회 졸업식(8학급 391명)
- 2009년 5월 15일 : 체육관, 도서관, 과학실 준공
- 2009년 12월 1일 : 수영부 창단(코치 배정)
- 2010년 3월 2일 : 교과교실제 9개 교실 준공 및 화장실 리모델링
- 2010년 10월 22일 : 학교 축제 및 수영부 창단식
- 2011년 12월 11일 : 급식실 증․개축 완공
- 2012년 10월 30일 : 교과교실제 연구학교 최종년차(3/3) 보고회
- 2015년 12월 4일 : 경기도교육청 혁신학교 지정(2016년~2019년)
- 2022년 9월 1일 : 제11대 김종길 교장 취임
- 2023년 12월 26일 : 제29회 졸업식(92명, 누계 5,840명)
- 2024년 3월 4일 : 입학식(4학급 112명)
- 2025년 3월 4일 : 입학식(5학급 144명)

## 참고 자료
- 미금중학교 - 한국교육학술정보원 학교알리미